# Баньки
Баньки — лісовий заказник місцевого значення в Україні. Об'єкт природно-заповідного фонду Житомирської області. 
Розташований у межах Олевського району Житомирської області, на території, підпорядкованій Олевському лісгоспу. 
Площа 1339 га. Статус отриманий у 2000 році. Перебуває у віданні ДП «Олевське ЛГ» (Олевське л-во, кв. 10, 14, 15, 17, 22, 31, 41; Сновидовицьке л-во, кв. 40, 41, 46, 47, 48, 54). 
Статус надано для збереження типових поліських, бореальних, переважно борових ландшафтів з сосновими лісами на піщаних пагорбах та мезотрофними й оліготрофними болотами. Трапляються рідкісні угрупування дубових та сосново-дубових лісів. Зростають види, занесені до Червоної книги України: росичка проміжна, ситник бульбистий, журавлина дрібноплода, коручка морозникоподібна, коручка темно-пурпурова, любка дволиста, гніздівка звичайна. Існують популяції цінних лікарських та їстівних рослин — мучниця, бобівник трилистий, наперстянка, конвалія, брусниця, чорниця, буяхи, материнка, чебрець та інші. Також охороняються червонокнижні тварини: глухар, тетерів (є токовища), видра річкова, лелека чорний, журавель сірий. Існує значна за чисельністю популяція бобра, тримаються невеликі популяції лося та козулі.